# برنارد هوبكينز
برنارد هوبكينز (بالإنجليزية: Bernard Hopkins)‏ ملاكم أمريكي مسلم من مواليد 15 كانون الثاني 1965. أكبر من فاز في بطولة العالم لوزن خفيف الثقيل. يدربه المدرب نظيم ريتشاردسون. وهو من أبطال رابطة الملاكمة العالمية.

## روابط خارجية
- برنارد هوبكينز على موقع بوكس ريك (الإنجليزية) (registration required)